# Ipersostentatore
1. Aletta d'estremità;
2. Alettone di bassa velocità;
3. Alettone di alta velocità;
4. Carenatura dell'attuatore dell'ipersostentatore;
5. Flap Krüger;

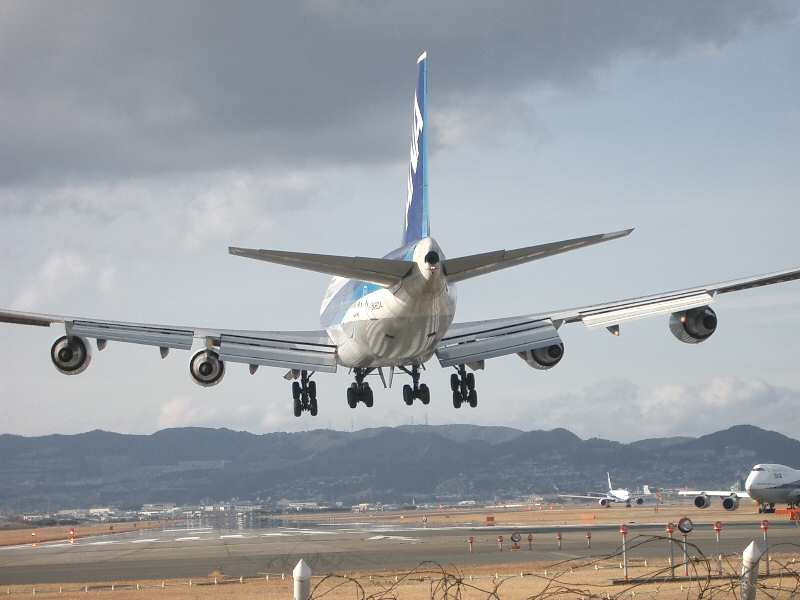
Un Boeing 747 della ANA con i flap completamente estesi pochi secondi prima dell'atterraggio

6. Ipersostentatore di bordo d'attacco (slat);
7. Ipersostentatore a spacco triplo;
8. Ipersostentatore a spacco triplo;
9. Diruttori;
10. Diruttori-freni aerodinamici.

Superfici di controllo su un'ala:
- Aletta d'estremità;
- Alettone di bassa velocità;
- Alettone di alta velocità;
- Carenatura dell'attuatore dell'ipersostentatore;
- Flap Krüger;
- Ipersostentatore di bordo d'attacco (slat);
- Ipersostentatore a spacco triplo;
- Ipersostentatore a spacco triplo;
- Diruttori;
- Diruttori-freni aerodinamici.

L'ipersostentatore è un organo mobile connesso alle semiali e comune a molti aeroplani. In italiano viene spesso indicato con il termine anglosassone flap, se l'elemento è posto sul bordo d'uscita, o slat (in italiano alula) se l'ipersostentatore è posto sul bordo d'attacco.  In alcuni aeroplani militari (come Eurofighter Typhoon, M346) gli ipersostentatori sul bordo di attacco vengono indicati come leading edge flap.
Gli ipersostentatori vengono utilizzati soprattutto in decollo ed in atterraggio per aumentare la portanza dell'ala a basse velocità.

## Principio di funzionamento

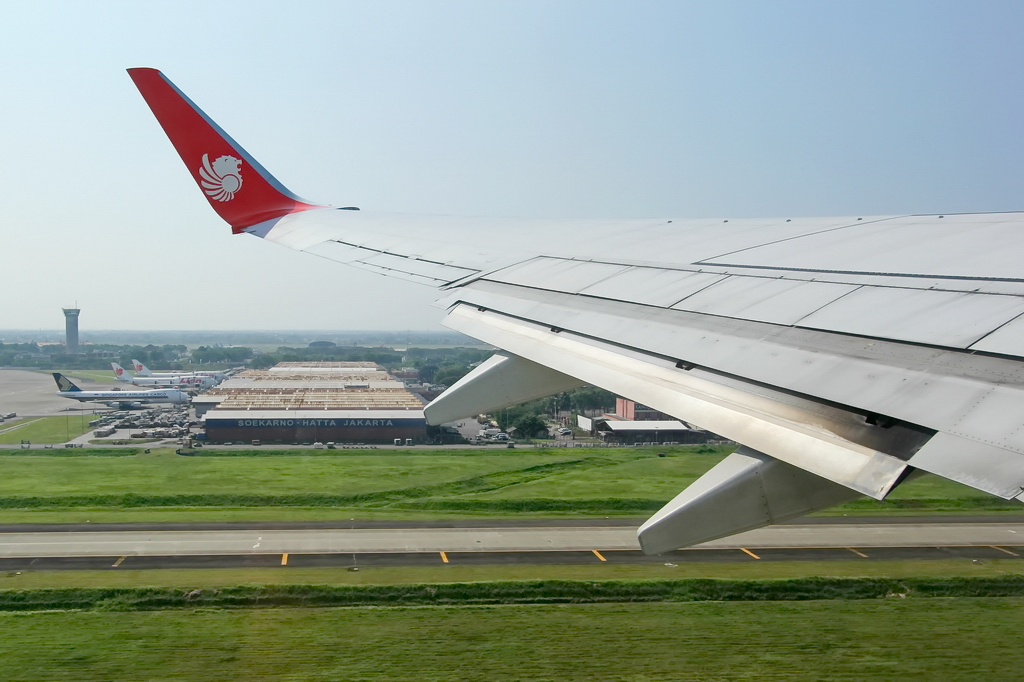
Un'ala in fase di decollo

L'incremento di portanza è dato da due fattori: dalla maggior curvatura del profilo e, su alcuni tipi di ipersostentatori, dall'aumento della corda sul profilo alare. Come effetto secondario si ha un incremento non trascurabile anche della resistenza aerodinamica.
Gli ipersostentatori di bordo d'attacco funzionano anche come "soffiatori" per il flusso d'aria sul dorso del profilo alare, in alcuni casi aumentando la turbolenza dello strato limite, energizzandone il flusso e ritardando così il suo distacco dalla parte superiore dell'ala. Sono stati studiati in passato anche altri sistemi per il controllo dello strato limite quali l'aspirazione lungo il dorso dell'ala o il jet flap, ma a causa della loro complessità costruttiva e di manutenzione hanno trovato applicazione solo in prototipi o pochi altri velivoli militari.
Anziché portare l'ala ad angoli d'attacco critici e rischiare quindi uno stallo imminente, grazie agli ipersostentatori, il profilo alare viene modificato aumentandone la curvatura e la sua superficie (attraverso l'estensione dei flap o ipersostentatori di bordo d'uscita) permettendo così al "flusso aerodinamico" di non separarsi dal bordo di estradosso (parte superiore dell'ala dove si genera l'effetto principale della portanza, ovvero il sostenimento dell'aereo attraverso lo scorrimento dei filetti fluidi sulla superficie stessa); viene garantita così una superficie alare "portante" adeguata anche a basse velocità e ad alti valori di angolo di incidenza; condizioni queste che si verificano principalmente nelle fasi di decollo e atterraggio.
Negli aerei più piccoli (e meno veloci) gli ipersostentatori a volte non vengono utilizzati, poiché l'ala è già progettata per lavorare a bassa velocità, mentre in quelli leggermente più grandi vengono solo usati quelli di tipo flap, posizionati sul bordo d'uscita e che si inclinano verso il basso con angoli regolabili dal pilota.
Gli aerei di linea, che viaggiano per gran parte del loro tempo ad alta velocità (circa 470 nodi, pari a 870 km/h, per un Boeing 737) hanno bisogno di sostanziali modifiche alla loro aerodinamica in fase di avvicinamento e atterraggio: così il pilota aziona sia flap che slat e può atterrare a velocità (circa 120 nodi) ragionevolmente lontane da quella di stallo.

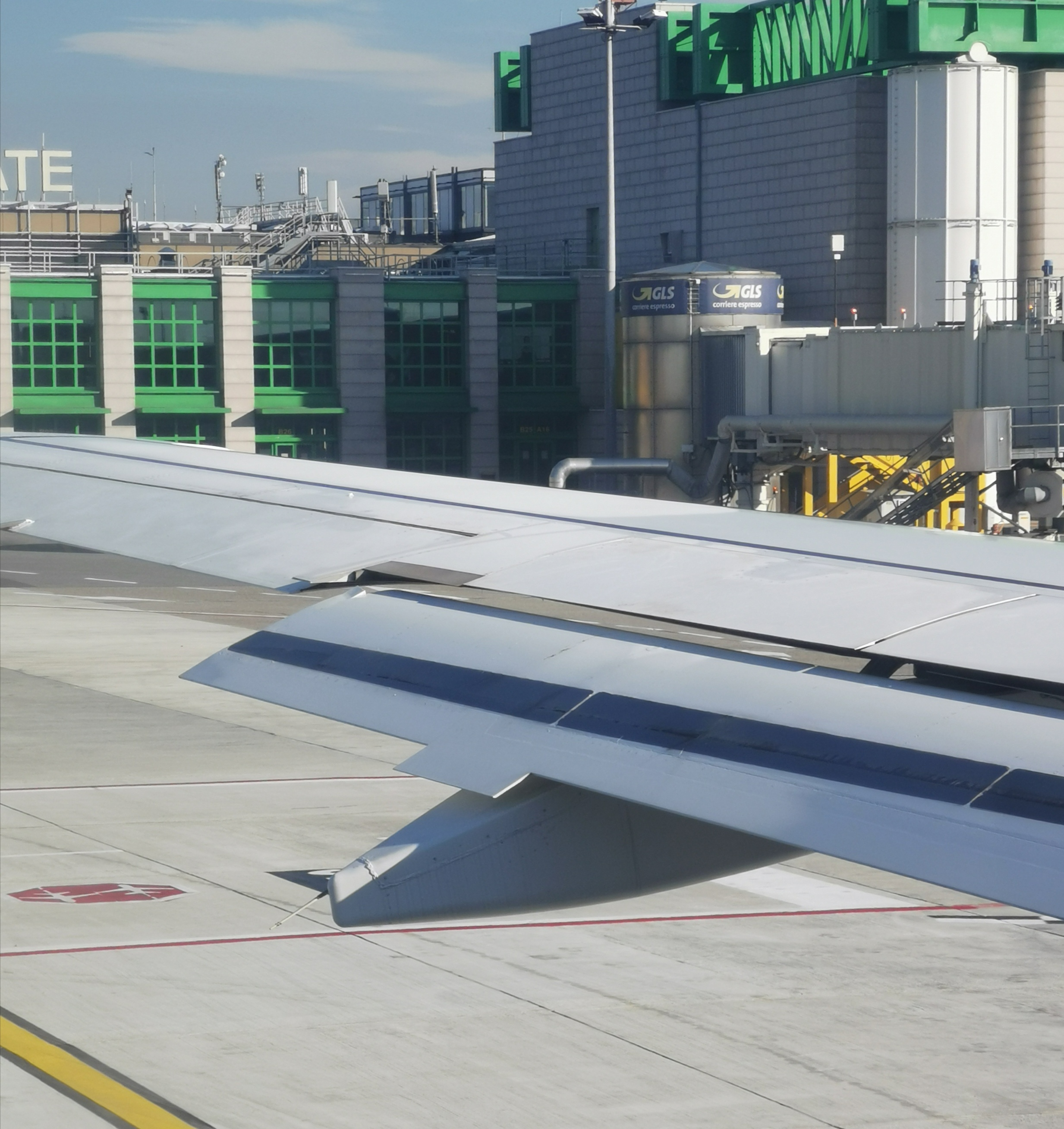
Ipersostentatori allungati

In generale, i flap aperti parzialmente (10-20°) generano un forte aumento di portanza ed un relativamente piccolo aumento di resistenza (che però è, comunque, maggiore di quello di portanza), mentre aperti completamente (30-45°) comportano un forte aumento della resistenza. Per questo motivo la prima configurazione viene usata, praticamente sempre, per consentire il decollo da piste aventi una lunghezza ridotta, o per atterrare su piste notevolmente corte o caratterizzate da ostacoli (ad es. quella di Lampedusa, Pantelleria, Reggio Calabria, ecc.); da sottolineare, infine, che l'uso di un alto settaggio di flap viene fortemente consigliato dalle case costruttrici nel caso di un atterraggio su piste "contaminate" (per contaminata si intende quella porzione di pista sulla quale vi sia una considerevole quantità di acqua "stagnante" a seguito di un forte temporale, ad esempio, oppure vi sia presente una certa quantità di neve o altro materiale). Queste direttive, riguardo all'uso dei flap in atterraggio su piste "contaminate", hanno lo scopo di diminuire al massimo l'eventualità di un fenomeno chiamato "aquaplaning" assicurando, così, un buon coefficiente di attrito delle ruote sul manto della pista e rendendo più efficace l'azione frenante, anche perché l'avvicinamento con alti settaggi di flaps, (es: 40°) avviene a velocità più basse rispetto ad un settaggio più basso (es: 25°).
L'aumento di portanza va dal 30-40% dei modelli più semplici installati sugli aerei da turismo, al 100-150% per i modelli più complessi, installati sugli aerei di linea. Bisogna tenere presente che la velocità di stallo diminuisce in modo inversamente proporzionale alla radice quadrata del coefficiente di lift e direttamente proporzionale alla radice quadrata della portanza. In altre parole, occorre quadruplicare il coefficiente di lift per dimezzare la velocità di stallo. Però lo spazio di decollo e di atterraggio aumenta con il quadrato della velocità, quindi raddoppiando il coefficiente di lift, si dimezzano gli spazi di decollo e atterraggio.

## Gli ipersostentatori negli alianti
Negli alianti sono impiegati flap con particolari funzioni e configurazioni. Possono infatti essere impostati, oltre che nelle classiche configurazioni per il volo lento dette configurazioni positive, anche in una configurazione negativa per il volo veloce. In pratica negli alianti, specialmente quelli moderni, è possibile non solo l'escursione verso il basso, ma anche verso l'alto; in tal modo si diminuisce la curvatura del profilo diminuendo la resistenza e rendendolo più adatto al volo veloce.
Negli alianti sono a volte adottati dei flap diruttori, con funzione di aerofreno.
La presenza o meno dei flap, è una delle caratteristiche utilizzate per identificare la classe di appartenenza del velivolo, dato che rappresenta un vantaggio, rispetto ai modelli che non li adottano, nelle competizioni di volo a vela.

## Tipologie di ipersostentatori sul bordo d'uscita

### Ipersostentatore semplice oplain flap
Sono costituiti semplicemente da parti del bordo d'uscita incernierate all'ala con escursione massima compresa tra 40° e 50°. L'aumento del coefficiente di portanza, al massimo del 50%, è dovuto esclusivamente alla variazione di curvatura del profilo, da notare che il profilo in questo frangente si è trasformato in un "concavo convesso" e quindi un profilo dal volo lento e della massima portanza che in questa situazione (decollo o atterraggio) è l'ideale, mentre in volo ritraendo il flap, torna ad essere un profilo ideale per il volo veloce.

### Ipersostentatore a fessura oslotted flap
Apparentemente uguali ai plain flap, hanno come caratteristica, quando estesi, di creare tra bordo d'uscita dell'ala e bordo d'attacco dell'ipersostentatore una fessura di forma ben determinata, che consente un passaggio di flusso ventrale, dotato di maggior energia, sul dorso dell'ipersostentatore. Tale deviazione di flusso va ad incrementare l'energia dello strato limite sulla superficie dorsale dell'ipersostentatore, generando così un aumento del coefficiente di portanza pari al 70%. È comunque sempre presente il contributo all'aumento di portanza dato dalla variazione della curvatura del profilo.

### Ipersostentatore di intradosso (o a spacco) osplit flap
Sono costituiti da una superficie piana incernierata all'ala nella superficie ventrale e vengono deflessi con angolazioni simili a quelle dei plain flap. L'aumento del coefficiente di portanza, circa del 60%, è ottenuto grazie all'aumento della curvatura del profilo, ma è leggermente maggiore rispetto a quello dei plain flap a causa del fatto che la superficie alare dorsale non viene modificata. La sostanziale caratteristica degli split flap è quella di generare un'elevata resistenza anche per piccoli angoli di estensione, perché provocano una separazione tra flusso dorsale e ventrale in prossimità del bordo d'uscita, creando così una scia turbolenta, detta anche "treccia di Berenice" che va ad incrementare la resistenza di forma.

### Ipersostentatore a scorrimento oFowler flap
Hanno caratteristiche molto simili alle precedenti superfici di controllo secondarie, con la particolarità che il loro movimento non impiega un solo grado di libertà bensì due, rotazione e traslazione. Tale privilegio può essere tradotto in una maggiore efficienza in termini di controllabilità del velivolo in particolari configurazioni di volo.

## Tipologie di ipersostentatori sul bordo d'attacco

### Aletta a bordo d'attacco articolato a persiana
Più comunemente nominate slat, sono superfici aerodinamiche sul bordo d'attacco delle ali degli aeromobili ad ala fissa, che fanno parte di quest'ultimo quando sono ritratte. Quando invece vengono estese, grazie a delle rotaie di scorrimento vengono guidate a creare un allungamento del profilo alare con un contemporaneo accentuamento della curvatura del profilo stesso. Si crea al contempo una fessura che permette il passaggio di un determinato flusso ad alta velocità in grado di energizzare lo strato limite superiore.

### Aletta a bordo d'attacco articolato “droop-nose”
Simile alla precedente, ma, mentre quello consiste in un pannello che si allontana dal bordo anteriore dell'ala quando viene esteso, in questo è l'intera sezione del bordo anteriore che ruota verso il basso.

### Aletta Handley-Page
L'aletta Handley-Page (in inglese leading edge slot) è un tipo di ipersostentatore installato sul bordo di attacco delle ali che, estendendosi in avanti, crea una fessura e permette così all'aria di fluire dall'intradosso (superficie inferiore o ventre) verso l'estradosso (superficie superiore o dorso) dell'ala. In questo modo si consente al velivolo di volare ad elevati angoli d'attacco riducendo la velocità di stallo.

### Aletta Krüger
A differenza delle lamelle o dei bordi d'attacco pendenti, la superficie superiore dell'ala principale e il suo naso non vengono modificati. Invece, una parte dell'ala inferiore viene ruotata in avanti, di fronte al bordo d'attacco. Solitamente ci si riferisce a questo come leading edge flap.